# بيورن تور هوم
بيورن تور هوم (بالنرويجية البوكمول: Bjørn Tore Hoem)‏ هو دراج نرويجي، ولد في 12 أبريل 1991 في مولده في النرويج.

## وصلات خارجية
- بيورن تور هوم على موقع الاتحاد الدولي للدراجات (الإنجليزية)
- بيورن تور هوم على موقع أرشيف الدراجات (الإنجليزية)
- بيورن تور هوم على موقع إحصائيات الدراجات الإحترافية (الإنجليزية)
- بيورن تور هوم على موقع نسبة الدراجات (الإنجليزية)